# Drew Wrigley

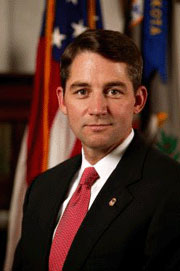
Drew Wrigley

Drew Howard Wrigley (* 10. Oktober 1965 in Bismarck, North Dakota) ist ein US-amerikanischer Politiker. Zwischen 2010 und 2016 war er Vizegouverneur des Bundesstaates North Dakota. Dort übt er seit Februar 2022 das Amt des Attorney General aus.

## Werdegang
Drew Wrigley wuchs in Fargo auf, wo er die High School besuchte. Danach studierte er an der University of North Dakota das Fach Wirtschaftslehre. Nach einem anschließenden Jurastudium an der American University und seiner 1991 erfolgten Zulassung als Rechtsanwalt begann er als Jurist zu arbeiten. Zwischen 1993 und 1998 war er stellvertretender Bezirksstaatsanwalt in Philadelphia. Nach seiner Rückkehr aus Pennsylvania gehörte er in den Jahren 2000 und 2001 zum Stab von Gouverneur John Hoeven. Danach war er zwischen 2001 und 2009 Bundesstaatsanwalt für North Dakota. Politisch gehört er der Republikanischen Partei an.
2010 wurde Gouverneur Hoeven in den US-Senat gewählt. Damit fiel dessen Vizegouverneur Jack Dalrymple das höchste Staatsamt North Dakotas zu. Dieser ernannte Drew Wrigley zu seinem Nachfolger als Vizegouverneur. Dieses Amt bekleidete er nach einer Wiederwahl 2012 bis 2016. Dabei war er Stellvertreter des Gouverneurs und Vorsitzender des Staatssenats. Zwischenzeitlich spielte er mit dem Gedanken einer Kandidatur für das Amt des Gouverneurs seines Staates, den er aber wieder verwarf. Im Jahr 2016 wurde Brent Sanford zu seinem Nachfolger gewählt, der am 10. Dezember des Jahres das Amt von Wrigley übernahm.
Nachdem er zeitweise erneut als Bundesstaatsanwalt für North Dakota amtiert hatte, wurde Wrigley im Februar 2022 von Gouverneur Doug Burgum als Nachfolger des verstorbenen Wayne Stenehjem zum Attorney General seines Staates ernannt. Im November desselben Jahres wurde er dann für eine volle Amtsperiode gewählt.